# Ingmarsö Missionshus
Ingmarsö Missionshus är en kulturhistoriskt värdefull byggnad belägen på Ingmarsö i Stockholms skärgård. Byggnaden uppfördes 1904.
Missionshuset byggdes som en del av väckelserörelsens spridning på landsbygden i slutet av 1800-talet och början av 1900-talet. Under denna period uppfördes många missionshus i Sverige för att tillgodose behovet av gudstjänstlokaler utanför de etablerade kyrkorna. Ingmarsö Missionshus är ett exempel på detta och har sedan sin invigning fungerat som en samlingspunkt för religiösa och kulturella aktiviteter på ön.
Stiftelsen Ingmarsö Norrgård och Skola har som gåva erhållit Ingmarsös Missionshus. Byggnaden arrenderas av Ingmarsö Frikyrkoförsamling.

## Verksamhet
Ingmarsö Missionshus används för en rad olika aktiviteter, inklusive gudstjänster, konserter och kulturella evenemang. Församlingen arrangerar regelbundet evenemang som är öppna för allmänheten, och missionshuset fungerar som en viktig kulturell och social mötesplats på Ingmarsö .

## Ekonomi och förvaltning
Missionshuset finansieras genom frivilliga bidrag och medlemsavgifter. Medlemskap i Ingmarsö Frikyrkoförsamling kostar 100 kronor per år, och det finns möjlighet att ge gåvor till missionshusets drift och underhåll. Stiftelsen Ingmarsö Norrgård och Skola äger byggnaden och har som mål att bevara kulturmiljöer på Ingmarsö med dess egenart, naturvärden och landskapsbild .